# Березань (Николаевская область)
Березань (укр. Березань) — село в Очаковском районе Николаевской области Украины.
Население по переписи 2001 года составляло 27 человек. Почтовый индекс — 57530. Телефонный код — 5154. Занимает площадь 0,202 км².

## История
В 1946 году указом ПВС УССР хутор Пикуш переименован в Березань.

## Местный совет
57530, Николаевская обл., Очаковский р-н, с. Ровное, ул. Юбилейная, 16